# Miquel de Garganta i Fàbrega
Miquel de Garganta i Fàbrega (Olot, Garrotxa 1903 - 1988) fou un farmacèutic i botànic català, germà de Joan i de Josep Maria de Garganta.
Es llicencià en farmàcia a la Universitat de Barcelona, i el 1934 es doctorà a la Universitat de Madrid amb la tesi Francisco Bolós y la cultura de su tiempo (1936). Des de 1926 fou membre de la Institució Catalana d'Història Natural, i col·laborà en el seu butlletí. També col·laborà amb Pompeu Fabra en la nomenclatura botànica del Diccionari general de la llengua catalana, i elaborà més de 3.000 cèdules de mots vulgars catalans de botànica.
En acabar la guerra civil espanyola s'exilià Medellín (Colòmbia), sota la protecció especial de l'aleshores president Eduardo Santos. Allí fou catedràtic de ciències naturals de la Universitat d'Antioquia. En aquest país descobrí espècies botàniques noves, algunes de les quals duen el seu nom, com Culcitium Gargantanum, Oreopanax Gargantae i Puya Gargantae. El 1967 tornà a Olot, on continuà fent aportacions a la història de la botànica i de les ciències naturals i col·laborà a la Revista de Girona. El 1986 li fou atorgada la Creu de Sant Jordi. El seu fons documental es conserva a l'Arxiu Comarcal de la Garrotxa.

## Obres
- La coca en el occidente colombiano (1942)
- Noticia etnobotánica acerca del ulluco en Colombia (1967)
- L'antic jardí botànic de Barcelona...  (1949)
- Les plantes en "L'Atlàntida" de Verdaguer (1970)
- Pàgines olotines i notícies de naturalistes catalans (1984)